# Lips: Canta en Español
Lips: Canta en Español (em português: Lips: Cante em Espanhol) é um jogo de karaokê desenvolvido pela iNiS e publicado pela Microsoft Game Studios exclusivamente para o console Xbox 360. Lançado em 2009, é uma edição especial do jogo Lips (2008), com foco em músicas populares da língua espanhola.

## Jogabilidade
Assim como outros títulos da série, o jogo utiliza microfones sem fio com sensores de movimento, permitindo que os jogadores participem de performances interativas e competitivas. O título também oferece suporte ao reconhecimento de voz e ritmo, atribuindo pontuações com base na precisão vocal do jogador.

## Lançamento
O jogo foi lançado primeiramente na Espanha, sendo posteriormente disponibilizado na Colômbia. Esta edição marcou a primeira continuação regionalizada oficialmente lançada para Lips. Até o momento, não houve confirmação oficial sobre o lançamento de Lips: Canta en Español em outros países hispanofalantes fora da Europa e da Colômbia.

## Trilha Sonora

### Músicas em disco em Lips: Canta en Español
A seguir está uma lista de todas as 42 músicas (35 em disco e 7 DLCs) disponíveis para o spin-off de Lips, Lips: Canta en Español. Tal como acontece com o primeiro jogo Lips e Lips: Number One Hits, todas as músicas são faixas principais.
| Título da Música             | Artista                          |
| ---------------------------- | -------------------------------- |
| "¿Porqué Te Vas?"            | Jeanette                         |
| "20 De Abril"                | Celtas Cortos                    |
| "Amores De Barra"            | Ella Baila Sola                  |
| "Antes Que Ver El Sol"       | Coti                             |
| "Bailar pegados"             | Sergio Dalma                     |
| "Caminando Por La Vida"      | Melendi                          |
| "Colgando en tus manos"      | Carlos Baute Feat. Marta Sánchez |
| "Como La Vida"               | Hanna                            |
| "Dame Cariño"                | El Arrebato                      |
| "Déjame"                     | Los Secretos                     |
| "El Universo Sobre Mi"       | Amaral                           |
| "Embrujada"                  | Tino Casal                       |
| "Entre Dos Tierras"          | Héroes del Silencio              |
| "Física O Química"           | Despistaos                       |
| "La Flaca"                   | Jarabe de Palo                   |
| "Labios Compartidos"         | Maná                             |
| "Lamento Boliviano"          | Dani Mata                        |
| "Libre"                      | Nino Bravo                       |
| "Malo"                       | Bebe                             |
| "Me Gustas Tú"               | Manu Chao                        |
| "Nada Que Perder"            | Conchita                         |
| "Ni una Sola Palabra"        | Paulina Rubio                    |
| "No Dudaría"                 | Rosario                          |
| "No Me Crees"                | Efecto Mariposa y Javier Ojeda   |
| "Noches De Bohemia"          | Navajita Plateá                  |
| "Obsesión"                   | Aventura                         |
| "Por La Boca Vive El Pez"    | Fito y los Fitipaldis            |
| "Sabor De Amor"              | Danza Invisible                  |
| "Sígueme"                    | Manuel Carrasco                  |
| "Sin Documentos"             | Los Rodríguez                    |
| "Sin Ti No Soy Nada"         | Amaral                           |
| "So Payaso"                  | Extremoduro                      |
| "Soldadito Marinero"         | Fito y los Fitipaldis            |
| "Tenía Tanto Que Darte"      | Nena Daconte                     |
| "Un Violinista En Tu Tejado" | Melendi                          |